# Ali Saveh
Ali Saveh Shemshaki (persisch علي ساوجي; * 1949 in Teheran) ist ein ehemaliger iranischer Skirennläufer.

## Karriere
Ali Saveh Shemshaki nahm zwischen 1968 und 1974 an allen internationalen Großereignissen im Alpinen Skirennsport teil. Im Fall der Olympischen Winterspiele 1968 zählten diese Rennen auch zum Alpinen Skiweltcup. Er erreichte seine beste Platzierung 1972 in Sapporo mit Rang 44 im Riesenslalom. Nach den Weltmeisterschaften 1974 in St. Moritz ist er nicht mehr als Rennläufer in Erscheinung getreten.

## Erfolge

### Olympische Winterspiele
- Grenoble 1968: 73. Abfahrt, 77. Riesenslalom, DNQ Slalom
- Sapporo 1972: 44. Riesenslalom, 52. Abfahrt, DSQ Slalom

### Weltmeisterschaften
- Grenoble 1968: 73. Abfahrt, 77. Riesenslalom, DNQ Slalom
- Sapporo 1972: 44. Riesenslalom, 52. Abfahrt, DSQ Slalom
- St. Moritz 1974: 60. Riesenslalom